# Чернушевич, Василий Александрович
Василий Александрович Чернушевич (1887 — 1970) — советский металлург, лауреат Сталинской премии.
Родился в феврале 1887 года.
В 1916 г. окончил Киевский политехнический институт. Работал инженером-металлургом на заводах «Красный пролетарий» и «Красный профинтерн».
С 1929 года инженер автомобильного завода ЗиС. Спроектировал и затем возглавил литейный цех серого чугуна. За освоение нового производства Указом от 10.V.1933 г. награждён орденом Трудового Красного Знамени.
С 1941 г. главный металлург Наркомата танковой промышленности.
Лауреат Сталинской премии 1943 года — за разработку и внедрение в промышленность новых марок сталей, дающих большую экономию ферросплавов.
После войны работал в союзных министерствах автомобильной и тракторной промышленности, транспортного машиностроения.